# Constelación (álbum)
Constelación es el séptimo álbum de Los Destellos.
Algunas de las canciones de este álbum formaron parte de la recopilatorio musical The Roots of Chicha 2.

## Lista de canciones
| Lado A |                    |                                 |          |  |
| N.º    | Título             | Escritor(es)                    | Duración |  |
| 1.     | «A Patricia»       | Enrique Delgado                 | 3:11     |  |
| 2.     | «Señorita»         | Enrique Delgado                 | 3:01     |  |
| 3.     | «El Corneta»       | Daniel Santos                   | 2:58     |  |
| 4.     | «Constelación»     | Enrique Delgado                 | 3:25     |  |
| 5.     | «Onstá la yerbita» | Enrique Delgado, Oswaldo Ortega | 6:16     |  |
| 18:51  |                    |                                 |          |  |

| Lado B |                      |                   |          |  |
| N.º    | Título               | Escritor(es)      | Duración |  |
| 6.     | «Pasión oriental»    | Enrique Delgado   | 4:17     |  |
| 7.     | «Otro Año»           | Ramon Vargas      | 2:36     |  |
| 8.     | «La canción de Lily» | Lily Ivana Cortez | 2:45     |  |
| 9.     | «Pachanga española»  | Tomas Rebatta     | 3:23     |  |
| 10.    | «Azuquita»           | Arnold Goland     | 2:58     |  |
| 11.    | «La arañita»         | Enrique Delgado   | 2:51     |  |
| 18:50  |                      |                   |          |  |

## Créditos
Constelación
- Enrique Delgado Montes: Primera Guitarra
- Fernando Quiroz: Segunda Guitarra
- Tito Caycho: Bajo
- César Arias: Timbales
- Oswaldo Ortega: Voz
- Willy Sevillano: Voz